# 포의 일족
《포의 일족》(ポーの一族 포노 이치조쿠[*])은 하기오 모토가 창작한 일본의 만화 작품이다. 1972년부터 1976년까지 쇼가쿠칸의 소녀 만화 잡지 《별책 소녀 코믹》에서 연재되었으며. 5권의 단행본으로 출간되었다. 어른이 되기 전에 뱀파이어가 된 소년들에 대한 이야기이며, 주인공인 에드거와 앨런의 이름은 에드거 앨런 포에서 따온 것이다.

## 등장 인물
에드거 포츠넬
주인공. 14세에 뱀파이어가 되었다.
메리벨 포츠넬
에드거의 여동생. 13세에 뱀파이어가 되었다.
앨런 트와일라잇
도시로 내려온 에드거와 우연히 마주친 후 에드거의 관심을 받아 벰파이어가 된다.

## 드라마
《스트레인저~괴물이 사건을 파헤치다~》(ストレンジャー〜バケモノが事件を暴く〜)의 제목으로 본작을 원안으로 한 드라마가 TV 아사히 계에서 2016년 3월 27일에 일요일 엔터에서 방송되었다. 주연은 카토리 싱고에서 TV 아사히의 드라마 주연은 이번 작품이 처음이다.

#### 캐스트
- 미스기 아키라 : 카토리 싱고[1]
- 마리아 : 나카조 아야미[1]
- 사에키 쇼지 : 하기와라 마사토[1]
- 마에지마 야스오 : 단다 야스노리[2]
- 쿠마가이 아키오 : 오토오 타쿠마[2]
- 우치다 준페이 : 오노 타케히코[2]
- 이나무라 시로 : 마스오카 토오루

#### 스탭
- 원안 : 하기오 모토
- 감독 : 모토히로 카츠유키
- 각본 : 스즈키 카츠히데

#### 원작과의 차이
배경을 일본으로 옮겨 주인공 반파네라 소년에 해당하는 배역을 카토리 싱고가 연기한다..